# Donori
Donori est une commune italienne d'environ 3 800 habitants, située dans la province du Sud-Sardaigne, dans la région Sardaigne, en Italie.

## Toponymie
Le nom officiel de la commune est Donori sans accent, ni sur le "o" ni sur le "i". Néanmoins, les Sardes et les Italiens prononcent Donòri avec l'accent sur le "o" sans le faire figurer dans la graphie.

## Administration
| Période                                  | Période  | Identité         | Étiquette | Qualité |
| ---------------------------------------- | -------- | ---------------- | --------- | ------- |
| 26 avril 2007                            | En cours | Marinella Montis |           |         |
| Les données manquantes sont à compléter. |          |                  |           |         |

### Communes limitrophes
Barrali, Samatzai, Sant'Andrea Frius, Serdiana, Ussana